# Constitución española de 1812

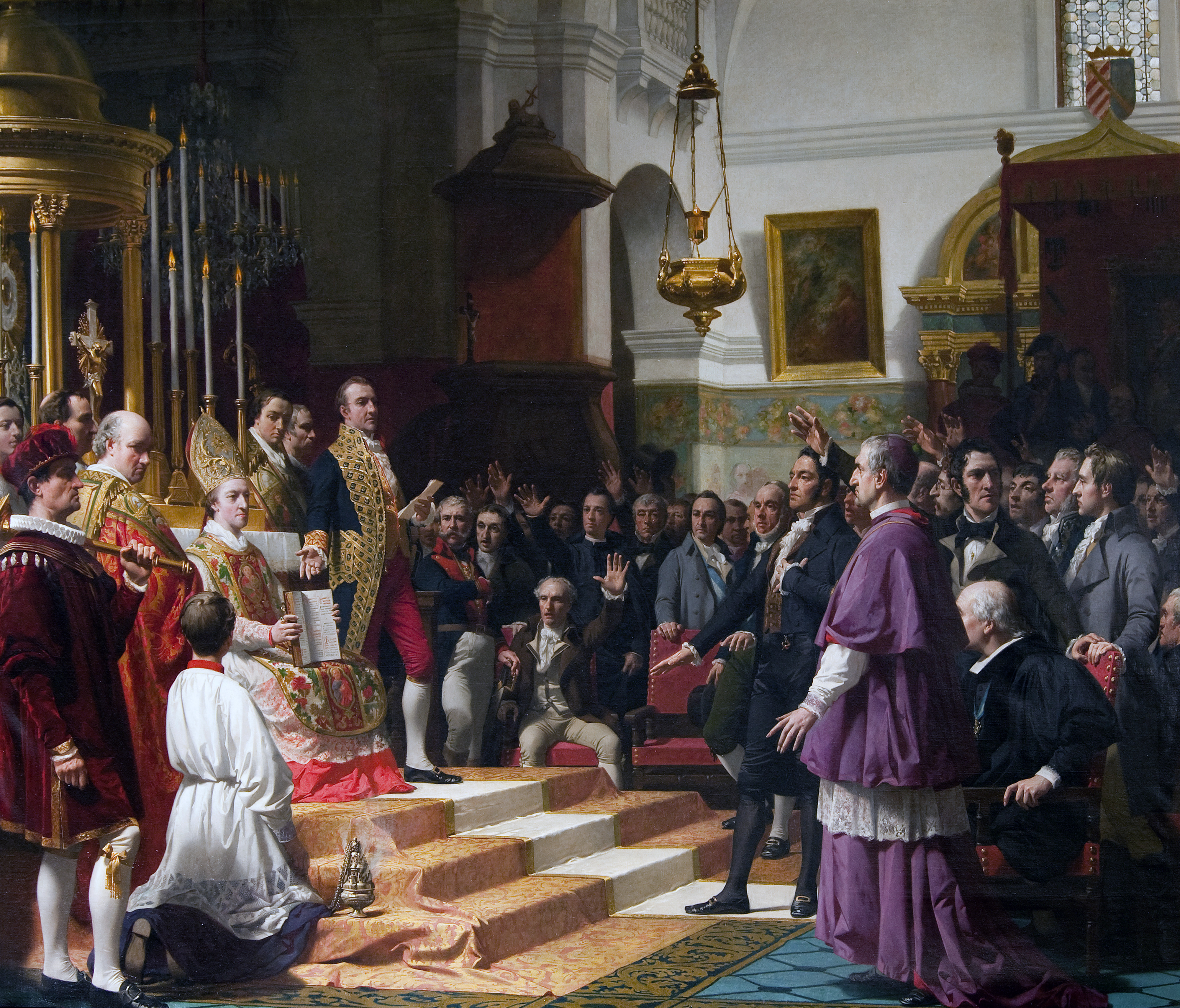
Juramento de las Cortes de Cádiz en la Iglesia Mayor Parroquial de San Fernando el 24 de septiembre de 1810, óleo sobre lienzo de José Casado del Alisal (1863), Congreso de los Diputados de Madrid.

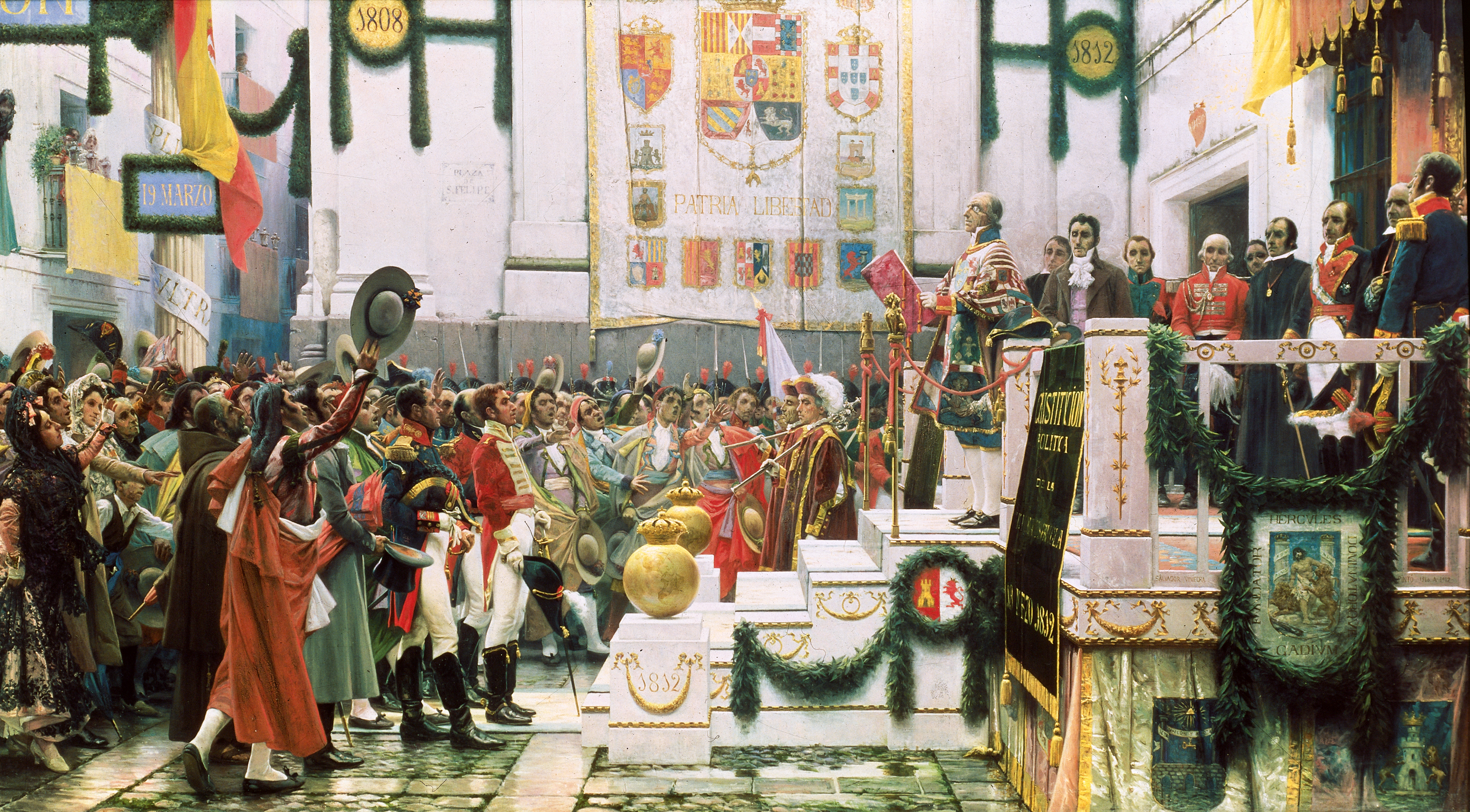
La promulgación de la Constitución de 1812, obra de Salvador Viniegra (Museo de las Cortes de Cádiz).

La Constitución Política de la Monarquía Española, más conocida como Constitución española de 1812 o Constitución de Cádiz (popularmente, la Pepa), fue promulgada por las Cortes Generales españolas reunidas extraordinariamente el 19 de marzo de 1812. Este texto constitucional contó con la participación efectiva de 185 diputados en Cortes, de un total teórico de 240. Algunos diputados eran propietarios de su lugar de representación, es decir, representantes titulares de las circunscripciones que los eligieron. Otros, sin embargo, eran suplentes designados en Cádiz, debido a la imposibilidad de algunos territorios de enviar a sus representantes oficiales durante las circunstancias excepcionales del Sitio de Cádiz, la guerra de la Independencia española y las guerras de independencia hispanoamericanas.
La Constitución de 1812 tiene una gran relevancia histórica, no solo por tratarse de la primera Constitución promulgada en España, sino también porque estuvo destinada a regir en todo el Imperio español. Además, se considera una de las Constituciones más liberales de su tiempo, y tuvo un importante impacto en el mundo hispánico.
Oficialmente estuvo en vigor solo dos años, desde su promulgación hasta su derogación en Valencia el 4 de mayo de 1814, tras el regreso a España de Fernando VII. Sin embargo, apenas entró en vigor de facto, puesto que en su período de gestación buena parte de España durante la guerra de Independencia se encontraba en manos del gobierno afrancesado de José I Bonaparte, otra en mano de juntas interinas más preocupadas en organizar su oposición a José I y el resto de los territorios del reino, las Provincias españolas en América, que se hallaban en un estado de confusión y vacío de poder causado por las Guerras de independencia hispanoamericanas.
Posteriormente, la Constitución de 1812 se volvió a aplicar desde el 8 de marzo de 1820, cuando en Madrid, el rey Fernando VII es obligado a jurar la Constitución española de 1812 tras el triunfo del pronunciamiento de Riego, marcando el inicio del período conocido como el Trienio Liberal (1820-1823). Asimismo, tuvo una breve reinstauración durante el período en 1836-1837, bajo el gobierno progresista como parte del proceso político que culminaría con la promulgación de la Constitución de 1837.
La Constitución establecía la soberanía en la Nación —ya no en el rey—, la monarquía constitucional, la separación de poderes, la limitación de los poderes del rey, el sufragio universal masculino indirecto, la libertad de imprenta, la libertad de industria, el derecho de propiedad o la fundamental abolición de los señoríos, entre otras cuestiones, por lo que «no incorporó una tabla de derechos y libertades, pero sí recogió algunos derechos dispersos en su articulado». Además, confirmaba la nacionalidad española para todos los nacidos en cualquier territorio de la Corona española, prácticamente fundando un solo país junto a las provincias americanas, africanas y asiáticas.
Por otra parte, el texto consagraba a España como Estado confesional católico, prohibiendo expresamente en su artículo duodécimo cualquier otra confesión, y el rey lo seguía siendo «por la gracia de Dios y la Constitución». Este texto constitucional no contempló el reconocimiento de ningún derecho para las mujeres. Se le reconoce, en gran estima, su carácter liberal, su afán en la defensa de los derechos individuales, su posicionamiento en querer modificar caducas instituciones propias del Antiguo Régimen, y en general, de recoger medidas regeneradoras enfocadas, con espíritu idealista, en mejorar la sociedad.
Algunos redactores de la Constitución murieron durante la epidemia de fiebre amarilla que se desató en España en los primeros años del siglo XIX.

## Vigencia
La Constitución de Cádiz estuvo vigente en tres ocasiones:
Primer Período
(24 de marzo de 1812 al 4 de mayo de 1814)

Las Cortes de Cádiz sancionaron la Constitución el día 19 de marzo de 1812, el día de San José, motivo por el cual se apoda la Constitución como "La Pepa"; pero entró en vigor el 24 de marzo.
Tras la liberación de Fernando VII de su cautiverio en Francia, regreso a España y durante su paso por Valencia recibió un extenso documento elaborado por 69 diputados de las Cortes ordinarias, el conocido como Manifiesto de los Persas elaborado el 12 de abril de 1814, por medio del cual le solicitaban restablecer el Antiguo Régimen y abolir toda legislación hecha por las Cortes. Fernando VII decretó en Valencia el 4 de mayo de 1814 la abolición de todo vestigio legislativo liberal hecho en su ausencia, aboliendo «aquella Constitución y aquellos decretos nulos y de ningún valor ni efecto, ahora ni en tiempo alguno, como si no hubieran pasado jamás tales actos y se quitasen de en medio del tiempo».
Segundo período
(7 de marzo de 1820 al 1 de octubre de 1823)

Fernando VII ordenó crear una fuerza militar suficiente para embarcarla y mandarla a América a someter a las posesiones españoles que cristalizaban sus respectivas independencias. Al frente de ellas el comandante Riego, en vez de partir a América, realizó un pronunciamiento liberal y detiene al rey. Obligado por las circunstancias, Fernando VII jura la Constitución de Cádiz el 7 de marzo de 1820. Comienza el período de la historia de España conocido como el Trienio Liberal.
Fernando VII recibe apoyos por la fracción antiliberal española y por los gobiernos monárquicos europeos que ven al liberalismo como una amenaza, entre ellos el de Francia, que organiza una expedición armada, la de los Cien Mil Hijos de San Luis. Ante la situación, los liberales liberan al rey, quien elimina la Constitución el 1 de octubre de 1823. Tres días después, el 4 de octubre, los Cien Mil Hijos de San Luis entran en España para restablecer el absolutismo. Termina el Trienio Liberal y comienza el período histórico conocido como la Década Ominosa.
Tercer período
(13 de agosto de 1836 al 18 de junio de 1837)

Fernando VII murió en 1833, sucediéndole su hija Isabel II, pero por ser menor de edad, en el testamento quedó que se encargara del reino su madre, la reina María Cristina de Borbón. Sin embargo, el período fue muy inestable, especialmente por las guerras carlistas donde el tío de Isabel, Carlos de Borbón, por su tradición de provenir de una familia francesa creía que debería de imperar en España la Ley Sálica, que lo convertía a él en el rey. Los grupos más conservadores de España apoyaron a Carlos y la reina María Cristina tuvo que refugiarse con los liberales. Tras el motín de la Granja el 12 de agosto de 1836, se establece al día siguiente la Constitución de Cádiz.
El tiempo de vida sería corto, puesto que ya se tenía en proceso la elaboración de una nueva Constitución, la de 1837, que si bien era de corte liberal, era moderada en comparación con la de Cádiz. Por lo que el 18 de junio de 1837 terminó la vigencia de "La Pepa" por última vez.

## Historia

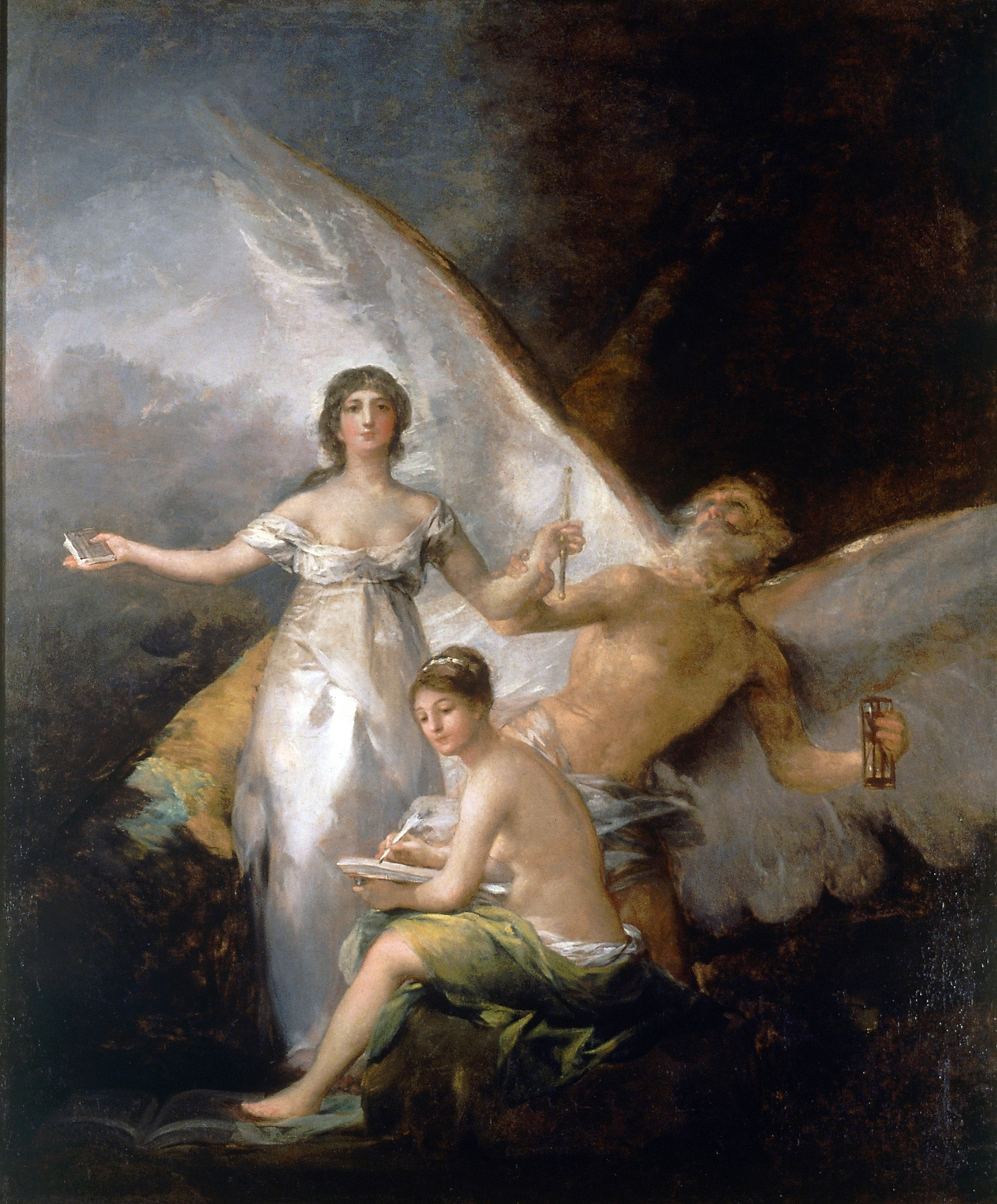
Alegoría de la Constitución de 1812, Francisco de Goya, Museo Nacional de Estocolmo (conocido así, aunque el cuadro, La Verdad, el Tiempo y la Historia, fue pintado en 1800).

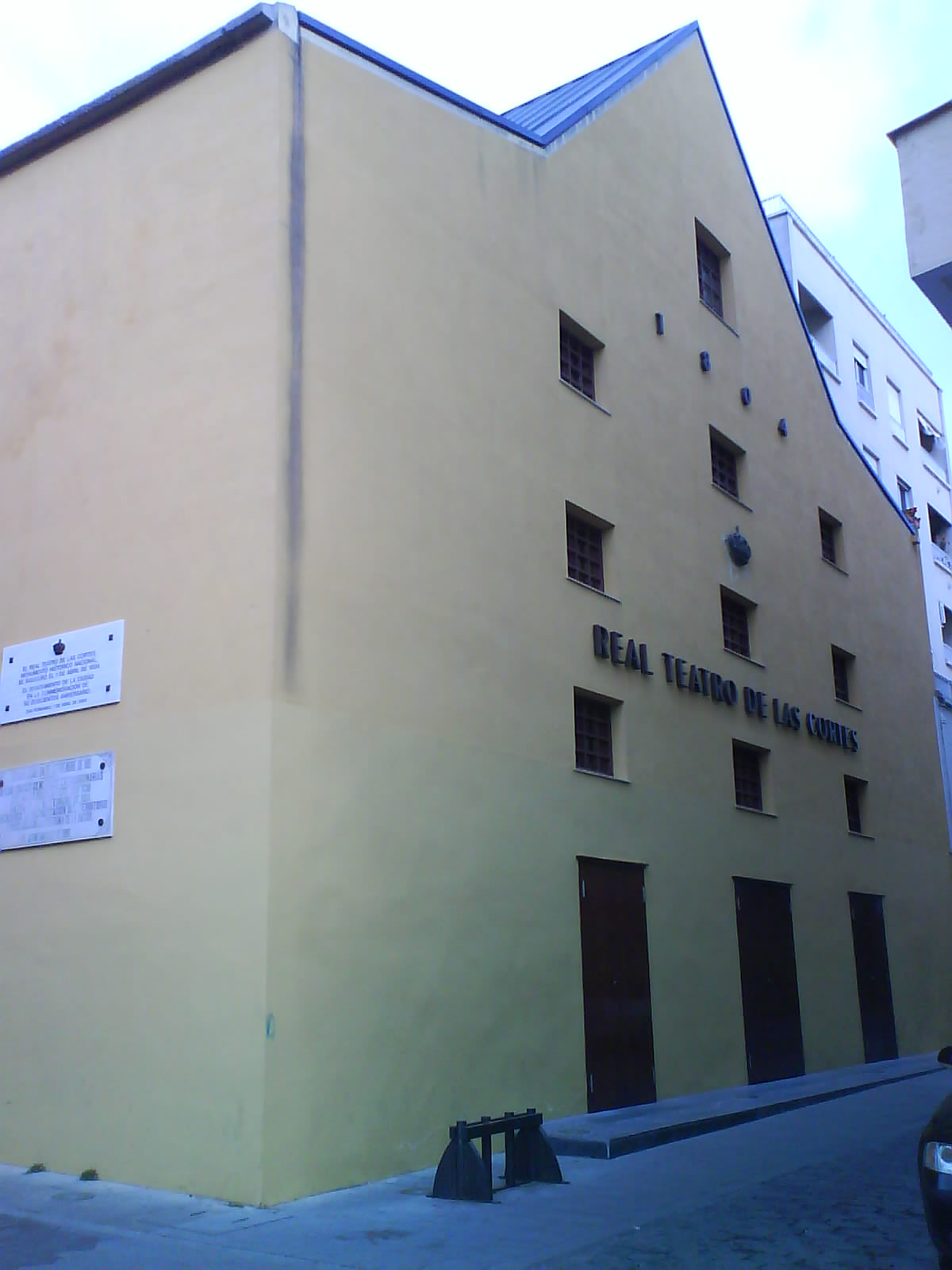
Real Teatro de las Cortes, en cuyo interior se reunieron, entre el 24 de septiembre de 1810 y el 20 de febrero de 1811, los diputados que redactaron la Constitución de 1812.

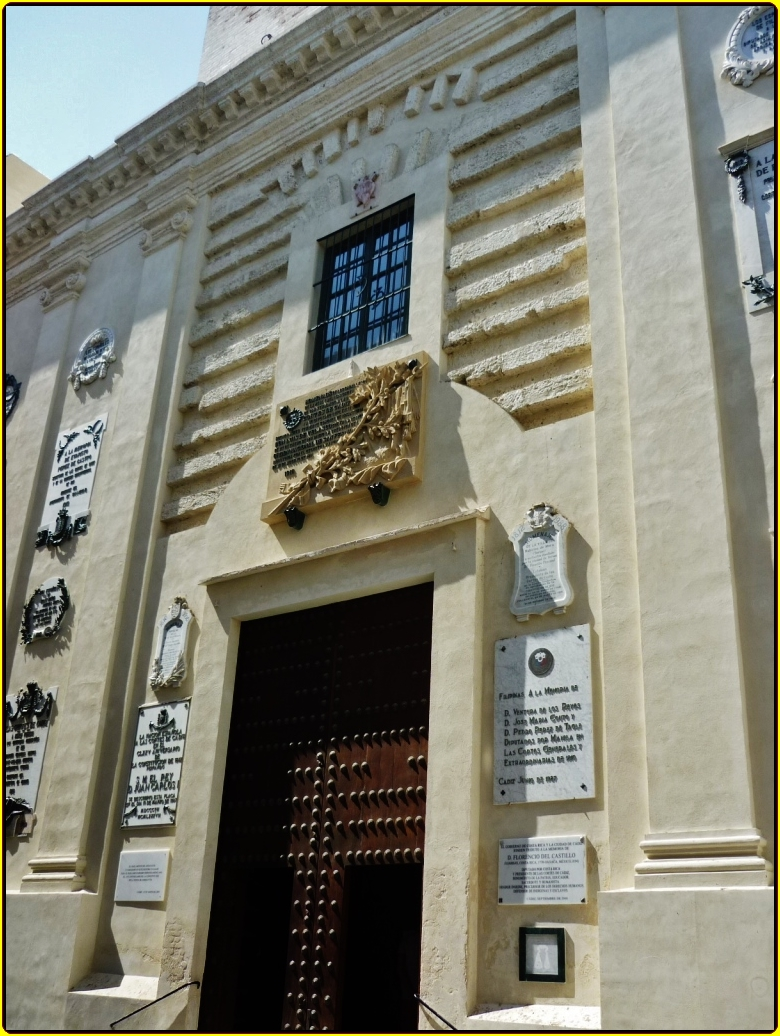
Oratorio de San Felipe Neri: las lápidas conmemoran el centenario de las Cortes de Cádiz que reunieron a partir del 20 de febrero de 1811 a los diputados y culminaron aquí la Constitución de 1812.

La Constitución de 1812 se publicó hasta tres veces en España —1812, 1820 y 1836—, se convirtió en el hito democrático en la primera mitad el siglo XIX, transcendió a varias constituciones europeas e impactó en los orígenes constitucionales y parlamentarios de la mayor parte de los estados americanos durante y tras su independencia. La Constitución de Cádiz de 1812 provocó limitar el poder de la monarquía, la abolición del feudalismo, la igualdad entre peninsulares y americanos y finalizó la Inquisición española.
La mayor parte de las investigaciones que se dedicaron a su estudio omiten o subestiman la influencia que la revolución liberal y burguesa española tuvo al transformar el Imperio español en provincias de un nuevo Estado, y convertir en nuevos ciudadanos a los antiguos súbditos del absolutismo, y que incluía en su definición de ciudadanos españoles no solo a los de origen europeo, o su descendencia americana, sino también a las castas y a los indígenas de los territorios de América, lo que se tradujo, en tercer lugar, en su trascendencia para las nacientes legislaciones americanas.
Las Cortes abrieron sus puertas el 24 de septiembre de 1810 en el teatro de comedias de la villa de la Isla de León, actual San Fernando, para posteriormente trasladarse al oratorio de San Felipe Neri, en la ciudad de Cádiz. Allí se reunían los diputados electos por el decreto de febrero de 1810, que había convocado elecciones tanto en la península como en los territorios americanos y asiáticos. A estos se les unieron los suplentes elegidos en el mismo Cádiz para cubrir la representación de aquellas provincias de la monarquía ocupadas por las tropas francesas o por los movimientos insurgentes americanos. Las Cortes, por tanto, estuvieron compuestas por algo más de trescientos diputados, de los cuales cerca de sesenta fueron americanos. Sus principios eran la soberanía nacional, la igualdad ante la ley y la defensa de la propiedad privada.

### Un mismo Estado para ambos hemisferios en elsigloXIX
En los primeros días, hubo propuestas americanas encaminadas a abolir el entramado virreinal y sentar las bases de un mercado nacional con dimensiones hispánicas que abarcaran también a los territorios de América, con disminución de aranceles a los productos americanos, apertura de más puertos coloniales para el comercio, etcétera. Un proyecto anterior en un siglo a la Commonwealth de Gran Bretaña. Los decretos gaditanos tuvieron una amplia repercusión y trascendencia durante las décadas posteriores, tanto en la península como en América.
La Constitución se juró en América, en la plaza mayor de la Ciudad de México, que ahora lleva su nombre como “La plaza de la Constitución”, conocida informalmente en la actualidad como “el zócalo”. Su legado es notorio en la mayor parte de las repúblicas que se independizaron entre 1820 y 1830. Y no solo porque les sirvió como modelo constitucional sino, también, porque esta Constitución estaba pensada, ideada y redactada por representantes americanos como un proyecto global hispánico y revolucionario. Parlamentarios como el mexicano Miguel Ramos Arizpe, el chileno Fernández de Leiva, el peruano Vicente Morales Duárez, el ecuatoriano José Mejía Lequerica, entre otros, en los años posteriores se convirtieron en influyentes forjadores de las constituciones nacionales de sus respectivas repúblicas.
Sin duda, a ello contribuyó la fluida comunicación entre América y la península, y viceversa: cartas privadas, decretos, diarios, periódicos, el propio Diario de Sesiones de Cortes, panfletos, hojas volantes, correspondencia mercantil, literatura, obras de teatro, canciones patrióticas, etcétera, que a bordo de navíos españoles, ingleses o neutrales informaban sobre los acontecimientos ocurridos en uno y otro continente. Hubo ideas, pero también hubo acción, dado que se convocaron procesos electorales municipales, provinciales y a Cortes, y se verificaron las elecciones, lo cual provocó una intensa politización en ambos espacios.
Asimismo, el envío de numerario por parte de consulados de comercio, dueños de minas, hacendados, recaudaciones patrióticas, etcétera, al Gobierno peninsular fue constante, e imprescindible para pagar la intervención de los ingleses, así como el armamento de las partidas guerrilleras tras la derrota del ejército español en la batalla de Ocaña, el 19 de noviembre de 1809.
Es importante insistir en que estas medidas contaban con el respaldo de la mayor parte de la burguesía criolla americana, partidaria de los cambios autonomistas y no necesariamente de una independencia que implicase la ruptura completa con la Monarquía.

### Código hispano

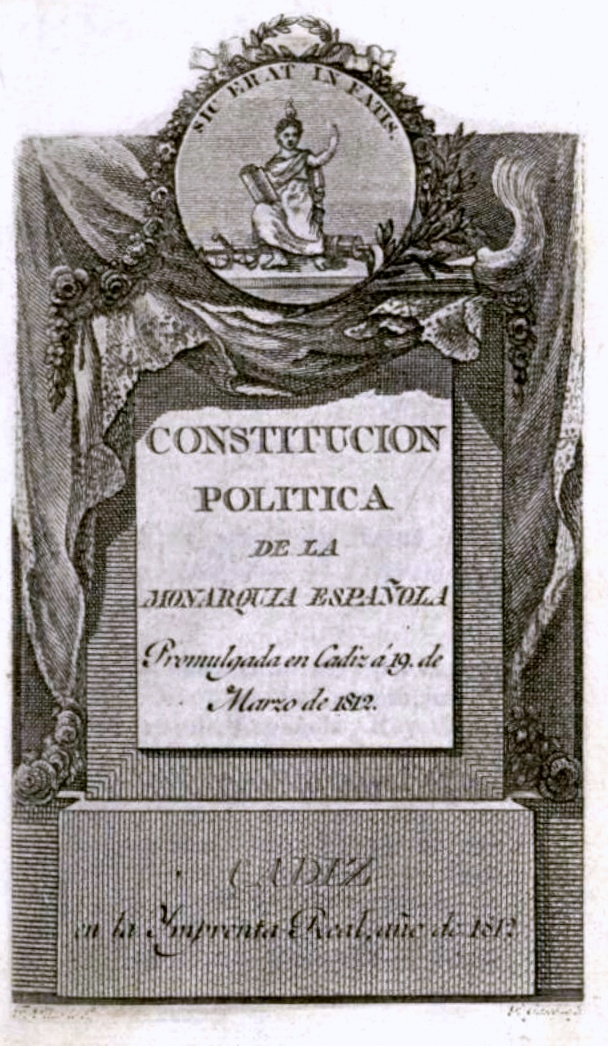
Portada de la edición original de la Constitución: Cádiz, Imprenta Real, 1812. Grabado de portada firmado por Pedro Nolasco Gascó por dibujo de F. de Pilar.

El producto de este intento de revolución fue una constitución con caracteres nítidamente hispanos. Los debates constitucionales comenzaron el 25 de agosto de 1811 y terminaron a finales de enero de 1812. La discusión se desarrolló en pleno asedio de Cádiz por las tropas francesas, una ciudad bombardeada, superpoblada con refugiados de toda España y con una epidemia de fiebre amarilla. El heroísmo de sus habitantes queda para la historia.
La redacción del artículo 1 constituye un claro ejemplo de la importancia que para el progreso español tuvo América. Fue el primero, y por ello, el más importante. Este es su famoso texto:

La nación española es la reunión de los españoles de ambos hemisferios.

La construcción queda definida desde parámetros hispanos. La revolución iniciada en 1808 adquiría, en 1812, otros caracteres especiales que los puramente peninsulares. Aludía a unas dimensiones geográficas que compondrían España, la americana, la asiática y la peninsular. La Nación española quedaba constitucionalmente definida.

### Derechos y provincias de ultramar
La cuestión americana estaba planteada, por tanto, desde el primer artículo. El Estado liberal tenía parámetros ultraoceánicos. La problemática de su realización se evidenció en la discusión de la redacción de los artículos 10 y 11. Por el primero se estableció entre americanos y peninsulares un primer acuerdo para organizar en provincias el nuevo Estado. Es notorio que esta primera redacción contó con el rechazo de los americanos, disconformes con la manifiesta diferencia numérica a favor de las provincias peninsulares frente a las americanas (que equivalían aproximadamente a cada virreinato o capitanía general, mientras que las provincias peninsulares se identificaban con los reinos históricos de España).
Esto se convertiría en una cuestión política, ya que los americanos reclamaban un mayor número de provincias y una organización del Estado que se aproximase al federalismo. El artículo 11 solventó coyunturalmente el problema: tras un intenso debate, se decidió retrasar la estructura definitiva del Estado para una posterior ley, cuando las «circunstancias de la nación» —la urgencia en la metrópoli de combatir la invasión francesa, la urgencia americana de luchar con la insurgencia— garantizaran una discusión sosegada. La Cámara reconocía en la práctica su incapacidad para definir los territorios de su Estado. Y este problema sobrevenía, insistamos, por la incorporación de América como un conjunto de provincias en igualdad de derechos y de representación en el Estado nacional hispano.
Otros artículos fueron especialmente significativos, como el 18 y el 29. En el primero se decía que «Son ciudadanos aquellos españoles que por ambas líneas traen su origen de los dominios españoles de ambos hemisferios, y están avecindados en cualquier pueblo de los mismos dominios», y en el segundo, al explicitar el art. 28 («La base para la representación nacional es la misma en ambos hemisferios»), se dice que «Esta base es la población compuesta de los naturales que por ambas líneas sean originarios de los dominios españoles, y de aquellos que hayan obtenido de las Cortes carta de ciudadano, como también de los comprendidos en el art. 21».

Nación española en ambos hemisferios según la Constitución de 1812

De especial trascendencia fueron los artículos constitucionales referidos a ayuntamientos y diputaciones provinciales, en cuya redacción la comisión adoptó la Memoria presentada por Miguel Ramos Arizpe, diputado por Coahuila, para la organización y gobierno político de las Provincias Internas del Oriente de Nueva España. Fue de vital importancia para desentrañar un aspecto importante del proceso revolucionario de la península y América, como fue, a partir de sanción constitucional, la creación de ayuntamientos en todas las poblaciones que tuvieran al menos 1000 habitantes. La propuesta provino del propio Miguel Ramos Arizpe. Esto provocó una explosión de ayuntamientos en la península y, especialmente, en América, al procederse, tras la aprobación de la Constitución, a convocar elecciones municipales mediante sufragio universal indirecto y masculino. Eso constituiría un aspecto clave para la consolidación de un poder local criollo y un ataque directo a los derechos jurisdiccionales, privilegiados, de la aristocracia, aspecto fundamental para acabar con el régimen señorial en la península y con el colonial en América.
Ese respaldo americano a la Constitución se articuló a través de su promulgación por autoridades locales y vecinos en cabildos abiertos, en cuya conmemoración proliferaron plazas y monumentos dedicados a la Constitución por todo el continente americano.
Sin embargo, tras el vuelco absolutista de Fernando VII en 1814, fueron destruidos la mayoría de ellos, y con los procesos de independencia en Iberoamérica tan sólo han quedado algunas plazas caso de Montevideo y el Zócalo de la Ciudad de México y un par de monumentos documentados: el de Ciudad de San Agustín de la Florida Oriental, y Comayagua en Honduras.

## Recepción de la Constitución en América

### Virreinato del Perú
Hubo múltiples comunidades de la República de indios que rechazaron la Constitución. Si bien es cierto que la constitución venía con la mejor de las intenciones para lograr la justicia y reivindicación de los ciudadanos americanos, en la praxis se presentaron múltiples contradicciones con la realidad social del indio del común.
Los virreinatos americanos tenían una organización particular basada en los pactos sociales entre los múltiples estamentos diferenciados (como las comunidades indígenas y la monarquía) donde el tributo indígena garantizaba en cierta medida el adecuado funcionamiento del régimen virreinal, ya que este se invertían en el mantenimiento de los campos de las chacras, los caminos y puentes entre pueblos, la ejecución de obras públicas y el pago a los funcionarios públicos para el mantenimiento de la institucionalidad. Ante ello, estas políticas liberales no lograrían un resultado homogéneo, sobre todo en cuanto a las consecuencias entre el sur y en el norte del Perú, donde el sur era más desigual y lleno de elites acaudaladas, con un ambiente de tensión constante entre los diferentes grupos étnicos y con una corrupción muy arraigada; mientras que el norte presentaba comunidades indígenas, que si bien no tenía élites de gran poder económico (frente a la Nobleza incaica en el Cusco), llegaban a ser más prósperas y estables, y por ello tenían una fidelidad más fuerte con la Monarquía Hispánica.
Si bien es cierto que inicialmente las comunidades indígenas recibieron con alegría las reformas de la abolición del tributo, incluso obligando a sus autoridades a ejecutarlas (muy a pesar de los argumentos de la Real Hacienda del Perú, que no fueron escuchados por las Cortes constitucionales), con el tiempo vieron las consecuencias, puesto que se generó un ambiente de desgobierno y confusión en la sociedad política indiana del Perú, puesto que los indígenas estaban acostumbrados, desde milenios, a tener leyes particulares, fueros propios, y que el gobierno imperial se encargara de suplir todas sus necesidades, pero aquello empezó a ser dificultado por la ausencia del dinero del tributo en las reservas fiscales, provocando que las instituciones funcionasen mal. Ante ello, los indios comenzaron a sufrir el cobro de otros impuestos y contribuciones, puesto que ahora se les consideraba ciudadanos “españoles”, siendo así que pagaban con su propio dinero lo que antes eran procesos gratuitos por ser “indios”, no miembros de la república de españoles, lo que hizo que volvieran a exigir la restitución del tributo, aunque con un monto anual mucho más reducido, y en otros casos la derogación total de la Constitución de 1812, anhelando la restauración del trato "desigual" (en cuanto les parecía la igualdad ante la ley una ficción propagandística de los constitucionalistas para abolir dichas leyes particulares de sus fueros propios).

antes de que el congreso de cortes nos hubiese exonerado del tributo, una tasa fija arreglaba el pago de los d.ros parroquiales que con aquella ocasión o tomándose ese por motivo quedó arbitraria, y nosotros expuestos a exhibir cien pesos en lugar de seis. Esta perjudicial ciudadanía (española) se acabó ya con el arrivo de nuestro soberano al trono, nosotros estamos reducidos a la antigua clase de tributarios; pues cesando la causa del acrecentamiento de dros deben sesar estos y volver a la señal de quota que antes tenían
I. Catacaos, 1819

Los indios anhelaban conservar sus “antiguos privilegios”, que estaban presentes en la legislación anterior de las Leyes de Indias, y pedían explícitamente “los conserve la regalía en qe han vivido de tener sus defensores nombrados pa toda ocurrencia, y más oy, qe con el nuevo método de gobierno es muy necesario el qe tengan quien les dirja, a quien consultar sus solicitudes”. En este contexto de reformismo liberal-constitucional y del establecimiento de una ciudadanía que los reconocía iguales ante la ley, las comunidades indígenas consideraban necesaria la presencia del procurador y protector de indios (pese a que fuera considerada obsoleta por los legisladores gaditanos en su intento de Modernización). Incluso llegaron a apelar a la representación desigual del Antiguo Régimen español que los definían como "menores de edad", "rústicos”, “pupilos huérfanos” y necesitados de un protector general de indios (“un Padre”) que los pudiera representar en los tribunales y se hiciera cargo de la defensa de sus propiedades comunales y tierras ancestrales. Acudieron a Isidro Vilca para “que no se les quite la protección, aunque estén declarados iguales con los españoles”, luego de la renuncia voluntaria de Miguel Eyzaguirre (protector general de indios) en marzo de 1814. Argumentaban que los más necesitados eran ellos como indios “serranos” quienes “pr su poca instrucción rusticidad, y pusilanimidad necesitan indubitablemente de su Defensor autorizado como lo han sido los Fiscales de Crimen […]”. Una de las razones a esta desesperación "reaccionaria" se debió a que, si bien el virrey José Fernando de Abascal acato a la supresión de la mita y el tributo indígena, este previo que, como consecuencia del discurso de la Igualdad ante la ley, ello implicaría también la eliminación del tomín de hospital (Impuesto que pagaban los indios en el Perú con destino al sostenimiento de hospitales), que permitía sostener los hospitales de naturales en la República de indios, además que la anulación de privilegios impositivos, junto a la desaparición del sustento del subdelegado y recaudador, solo estaba generando que estos tendieran a apropiarse de las tierras de los caciques o arrendar las mismas con tal de obtener sustento económico, lo cual estaba generando desorden social.

### Reino de Guatemala
En la Intendencia de San Salvador se recibió el ejemplar de la Constitución con «gran solemnidad» y pompa el 8 de octubre de 1812, con el retrato de Fernando VII «vistosamente adornado» sobre el pendón real y el ejemplar mismo, y con presencia de todas las autoridades consistoriales y reales y vecinos distinguidos de los 26 pueblos de la Intendencia, con desfile por los siete barrios citadinos, repique de campanas y disparo de salvos. El vicario, José Matías Delgado, se pronunció favorablemente antes de la íntegra lectura de la Constitución ante todos los congregados.

## Consecuencias de su abolición

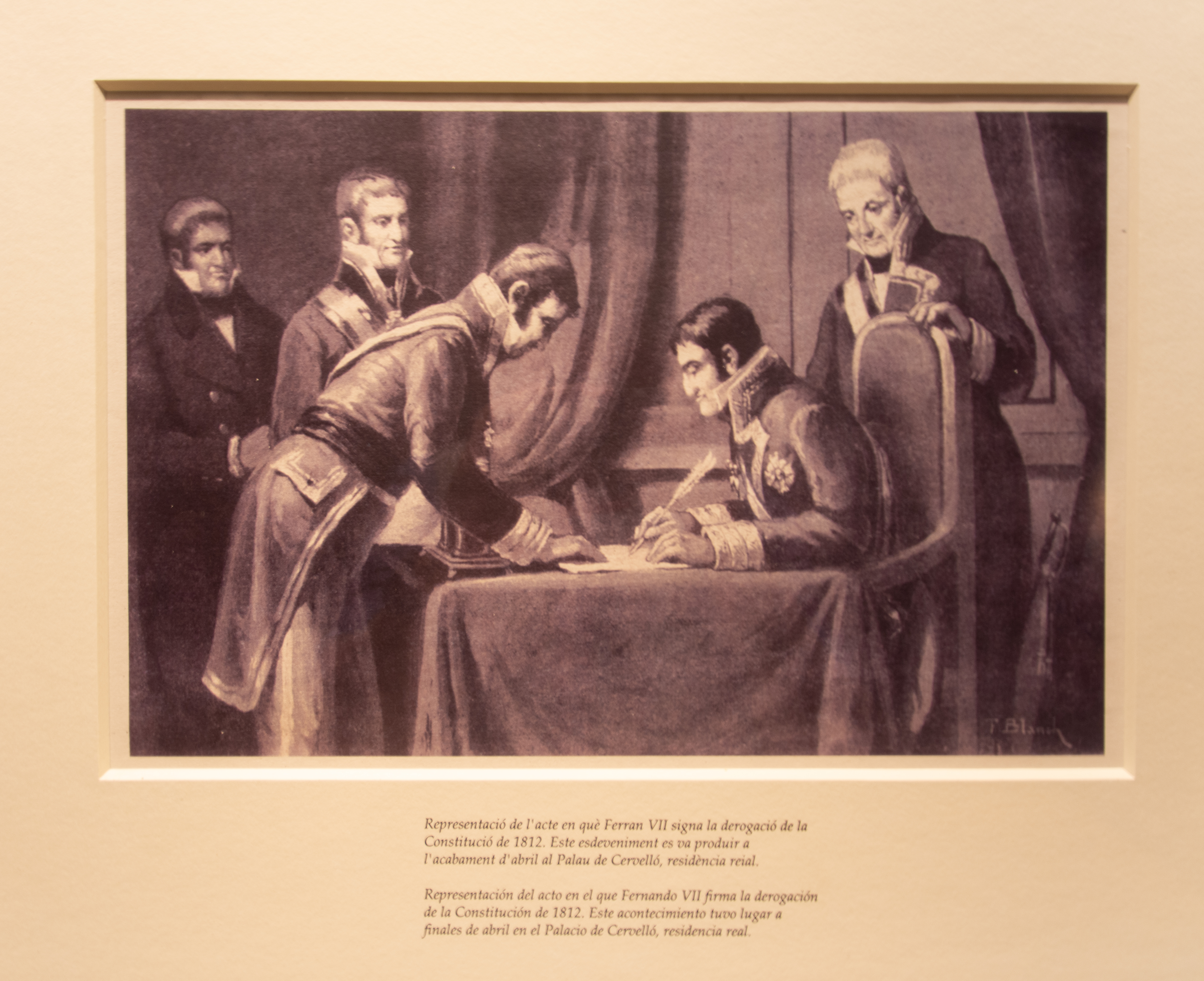
Derogación de la Constitución de 1812 por Fernando VII en el palacio de Cervelló

La revolución iniciada en Cádiz suscitó la contrarrevolución fernandina. El 4 de mayo de 1814 el recién restaurado rey Fernando VII decretó la disolución de las Cortes, la derogación de la Constitución y la detención de los diputados liberales, entre los que se encontraba el diputado Ramón Olaguer Feliú. Comenzaba el regreso del absolutismo. El día 10 el general Eguía tomó Madrid militarmente proclamando a Fernando como rey absoluto. Previamente, se había gestado todo un clima de bienvenida popular.
Fernando VII se opone a los decretos y a la constitución de las Cortes de Cádiz porque significan el paso de un Estado absolutista a uno constitucional. Es obvio, pero también hay que subrayarlo con énfasis, porque tras los decretos de igualdad de derechos y de representación, tras una constitución para «ambos hemisferios», y tras decretar la constitución de un Estado nacional en el cual los territorios americanos se integraban como provincias, la Corona perdía no solo su privilegio absoluto sobre el resto de individuos, sino las rentas de todo el continente americano que pasaban directamente a poder del aparato administrativo estatal y no del monarca, al establecer el nuevo Estado nacional una sustancial diferencia entre la «hacienda de la nación» y la hacienda real. No podría consentirlo Fernando VII.
Por otra parte, la representación política y la igualdad de derechos de los americanos se tradujo en una reivindicación de soberanía que colisionaba con la nacional, al estar ésta concebida por los liberales peninsulares como única, central y soberana. El conflicto se estableció no solo entre un rey absoluto y la soberanía nacional y sus instituciones y representantes sino también entre una concepción centralista del Estado (basada en el gobierno de Madrid) y una descentralizada. Nada nuevo en el universo de las revoluciones burguesas, podría concluirse, pero la cuestión es que no era, estrictamente, sólo una revolución española, si se precisan no solo la nacionalidad sino también los territorios del Estado en cuestión.
Hasta la década de 1820, la mayor parte del criollismo era autonomista, no independentista. Podía asumir una condición nacional española, pero a cambio de un autonomismo en América para todas las cuestiones de política interna, lo que implicaba la descentralización política y las libertades económicas. Para lograr sus pretensiones, los americanos planteaban una división de la soberanía a tres niveles: la nacional, representada en las Cortes; la provincial, depositada en las diputaciones; y la municipal, que residía en los ayuntamientos. Esta triple división de la soberanía, combatida por los liberales peninsulares, se legitimaba en los procesos electorales. Con estas propuestas, el autonomismo americano estaba planteando un Estado nacional no solo con caracteres hispanos, sino también desde concepciones federales.
Los americanos depositaron toda la organización del Estado en la capacidad representativa y administrativa de las diputaciones provinciales como instituciones capaces de canalizar, administrar y recaudar las pretensiones y necesidades del criollismo de cada provincia. Esto provocó una doble reacción: por una parte el rey se opuso al federalismo, dado que los Estados que eran federales o confederales tenían la república como forma de Estado: los Estados Unidos de América y Suiza. Pero además, federalismo era sinónimo, en aquellos momentos, de democracia, asociada a elementos de disolución del Estado absolutista, y por ende tachados de «anárquicos». En segundo lugar, la propuesta federal de los americanos provocó una reacción cada vez más centralista entre los liberales peninsulares, que insistían en que la soberanía nacional (al ser indivisible) no podía delegarse en modo alguno en diputaciones provinciales y la maquinaria administrativa debería ser manejada sólo desde la península.
Tras la década absolutista, frustrada la opción autonomista gaditana, el nacionalismo ultramarino optó por la insurrección armada, lo que condicionó la situación final revolucionaria española hasta el triunfo de las independencias continentales americanas en 1825.

## Influencia

### La Constitución de Cádiz en el Reino de las Dos Sicilias
La Constitución de Cádiz, traducida al italiano y con algunas pequeñas modificaciones, fue puesta en vigencia como primera Constitución del Reino de Sicilia el 12 de julio de 1812 por decisión del parlamento siciliano y, después, con la Constitución del Reino de las Dos Sicilias por decisión del parlamento de ese país el 9 de diciembre de 1820 y sancionada por el rey Fernando I, con el siguiente preámbulo:

«En consecuencia de los actos del 7 y el 22 de julio de 1820, con los cuales fue adoptada la Constitución Política de la Monarquía Española con las modificaciones... que la representación nacional constitucionalmente convocada juzgó proponer para adaptarla a las circunstancias particulares del reino de las dos Sicilias, el parlamento nacional habiéndose ocupado de ello con el más maduro y escrupuloso examen; y habiendo indagado todo aquello que es necesario para satisfacer al gran objeto de promover la gloria, la prosperidad y el bien de toda la nación; decreta modificada, como sigue, la Constitución política para el buen gobierno y la recta administración del estado.»
Constitución del Reino de las Dos Sicilias de 1820

### En el Reino Unido de Portugal, Brasil y Algarves
La constitución fue una de las fuentes más influyentes entre los Ideólogos portugueses y brasileños durante inicios del siglo XX. En el constitucionalismo portugués fue un texto de inspiración para la efímera Constitución del Reino Unido de Portugal, Brasil y los Algarves de 1822. También sería inspiración en el constitucionalismo brasileño, como en el proyecto liberal (más radical y republicano) de Constitución pernambucana durante la fallida revolución de 1817, o la intentona de 1823 de la Constitución de la mandioca. Sin embargo, el texto constitucional más exitoso, la Constitución brasileña de 1824 (del Imperio del Brasil) se vería muy influenciado por la constitución gaditana, sobre todo en el ámbito de la organización electoral.

## Monumentos a la Constitución de 1812
Existen monumentos a la Constitución de 1812 en varios sitios del mundo que formaban parte del Imperio español. El monumento más grande es el Monumento a la Constitución de 1812 en Cádiz, España, en la ciudad natal del documento. Otros monumentos conmemorativos fueron edificados o denominados en ciudades por todo el Imperio español incluyendo en Comayagua, Honduras; Montevideo, Uruguay; Huancayo, Perú San Agustín, Estados Unidos; y la Ciudad de México, México en su Plaza de la Constitución (también conocido como El Zócalo).

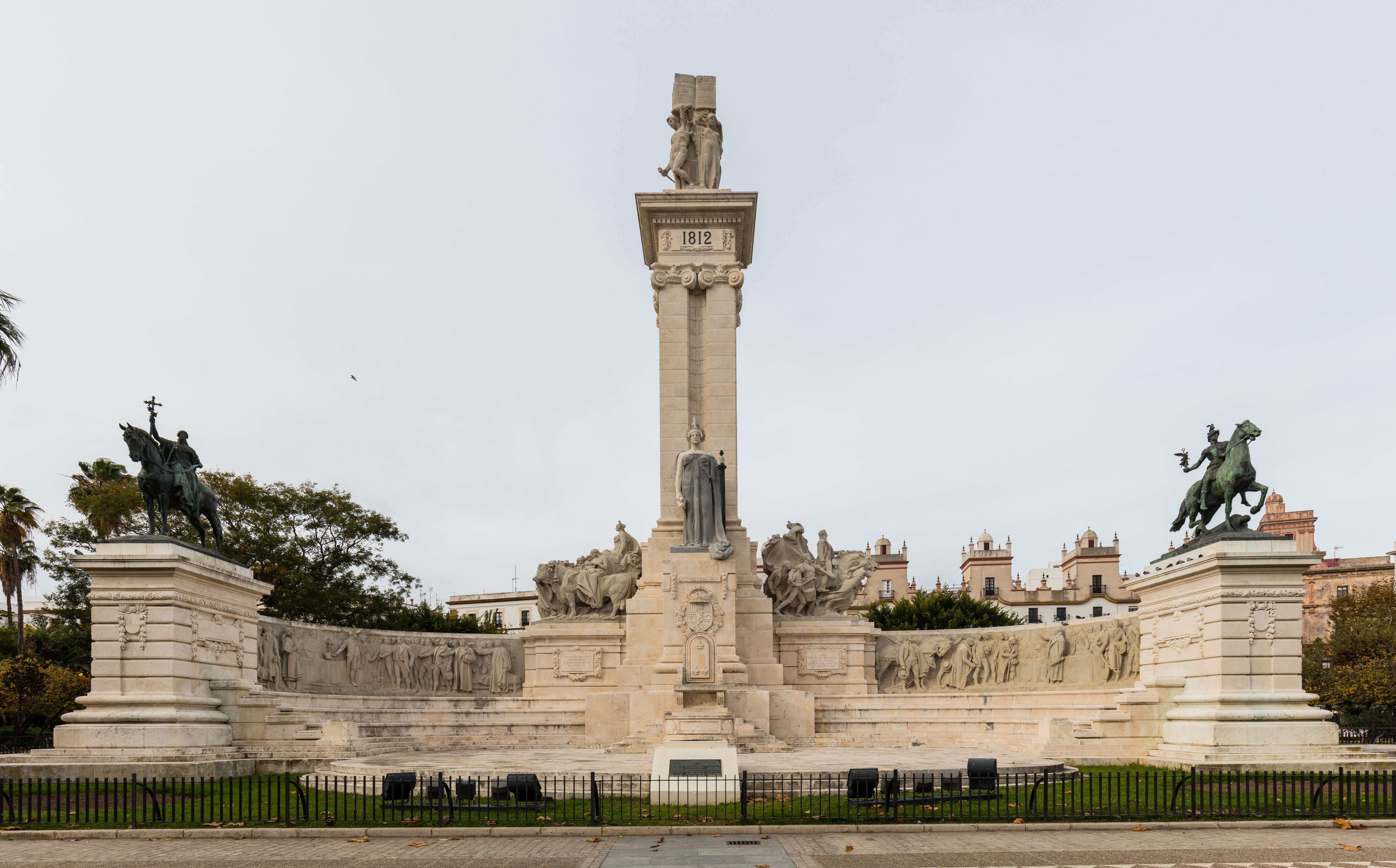
Monumento a la Constitución de 1812 en Cádiz, España
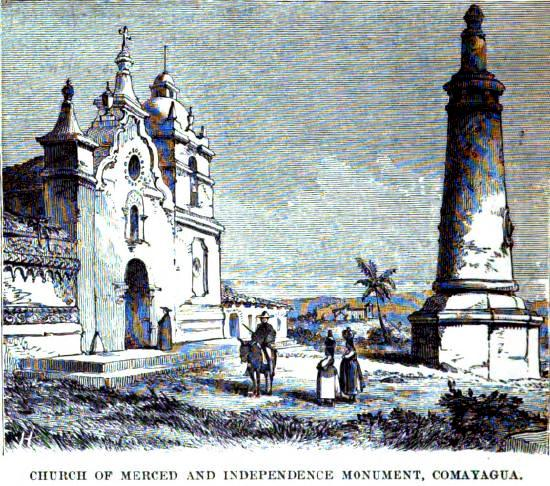
Monumento a la Constitución de 1812 en Comayagua, Honduras
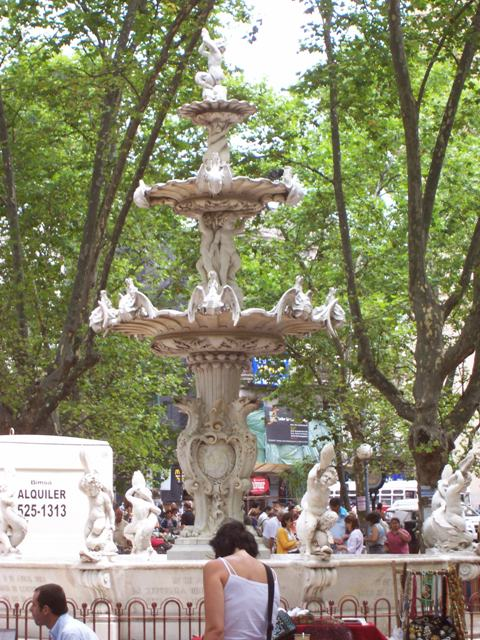
Plaza Matriz o Plaza de la Constitución en Montevideo, Uruguay
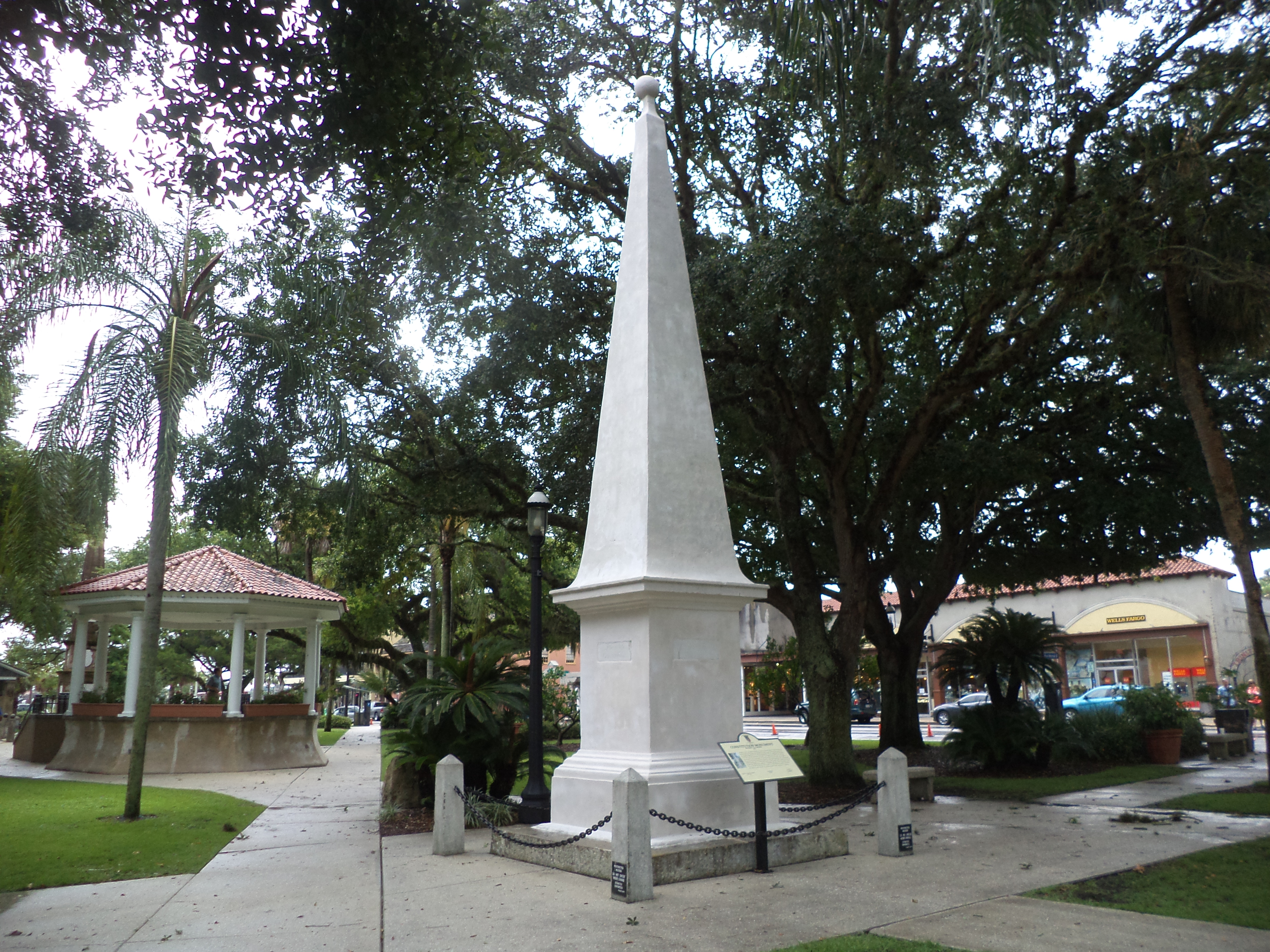
Monumento a la constitución en la plaza de la Constitución en San Agustín, Florida (Estados Unidos).
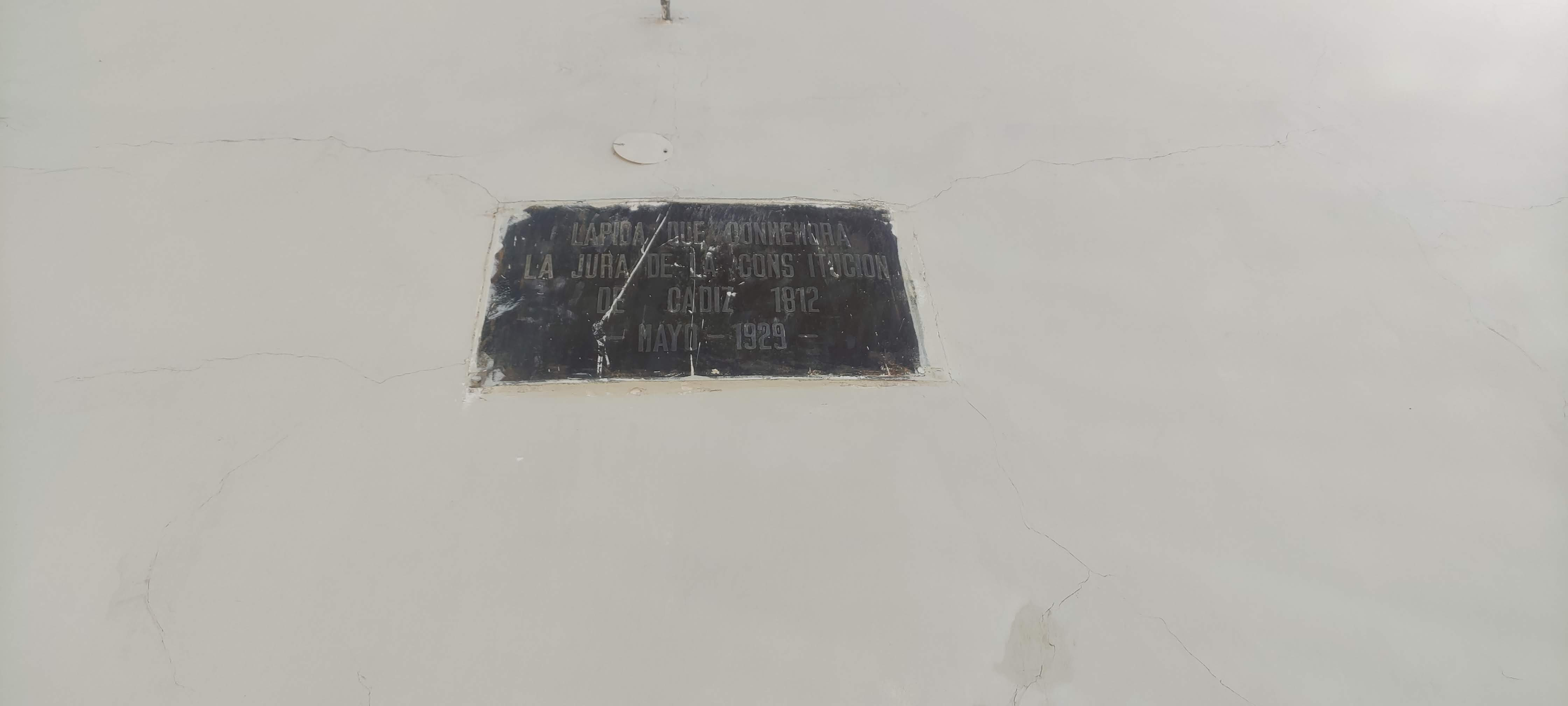
Lápida que conmemora la jura de la constitución en la Plaza Constitución de la ciudad peruana de Huancayo.

## La Constitución de Cádiz en la literatura y las artes

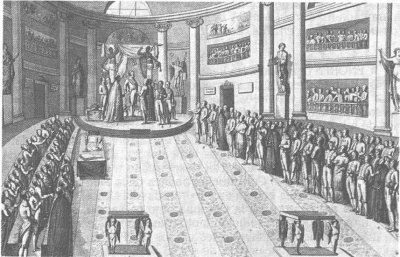
Ilustración de las cortes en el Trienio Liberal

Prescindiendo de los muchos aspectos colaterales que suscitaron obras literarias, dramáticas o artísticas sobre causas, consecuencias o elementos aislados de la Constitución de 1812, sobre ella misma solamente pueden señalarse unas cuantas piezas teatrales donde aparece muchas veces tratada como alegoría. ¿Qué es Constitución? Fin de fiesta (1812), de Agustín Juan y Poveda y La Constitución vindicada. Drama en un acto (1813) de Francisco de Paula Martí. Más tarde, durante el Trienio Constitucional (1820-1823), pueden citarse otras tres piezas: La palabra Constitución (1820), de Gaspar Zavala y Zamora, inspirada en una obra anterior de Juan Poveda; El desembarco de los rusos en Motril, costa de Granada (1821), de Epifanio Esteban, y El triunfo de la Constitución en el día 7 de julio de 1822 en Madrid (1822), del ya citado Francisco de Paula Martí, donde se celebra el fracaso del autogolpe de estado absolutista creado y dirigido por el propio rey Fernando VII.